# إيرين جاي فينتر
إيرين جاي فينتر (بالإنجليزية: Irene J. Winter)‏ هي مؤرخة الفن أمريكية، ولدت في 1940.